# Loris Gonzalez
Loris Gonzalez (2003) es un deportista suizo que compite en ciclismo en la modalidad de trials. Ganó una medalla de plata en el Campeonato Mundial de Ciclismo Urbano de 2019, en la prueba por equipos.

## Palmarés internacional
| Campeonato Mundial | Campeonato Mundial | Campeonato Mundial | Campeonato Mundial |
| Año                | Lugar              | Medalla            | Competición        |
| ------------------ | ------------------ | ------------------ | ------------------ |
| 2019               | Chengdu ( China)   | Medalla de plata   | Trials por equipos |